# Научно-исследовательский институт автомобильного транспорта
Научно-исследовательский институт автомобильного транспорта (НИИАТ) — научно-исследовательский институт, специализирующийся на вопросах организации перевозок и их стоимости; производительности труда на автотранспорте, качества подвижного состава; техническом обслуживании и ремонте автомобилей; обеспечения безопасного движения автомобилей; улучшения эксплуатационных свойств автомобильного топлива и смазочных материалов для автомобилей, написании нормативных и нормативно-правовых документов, регламентирующих работу всей автотранспортной отрасли РФ.
Научно-исследовательский институт автомобильного транспорта расположен по адресу: 125480, Москва, ул. Героев Панфиловцев, д. 24. Институт имеет филиал в Санкт-Петербурге.

## История
Научно-исследовательский институт автомобильного транспорта был создан в 1930 году. Первоначальное название института — Центральный институт автомобильного транспорта (ЦИАТ). Название института несколько раз менялось: с 1932 года — Центральный автоэксплуатационный научно-исследовательский институт (ЦАНИИ), с 1939 года — Центральный НИИ автомобильного транспорта (ЦНИИАТ). В 1953—1956 годах — Всесоюзный НИИ автомобильного транспорта (ВНИИАТ), с 1956 года — НИИАТ, затем — ФГУП «Государственный научно-исследовательский институт автомобильного транспорта»
В 2006 году институт акционировался и имеет официальное название ОАО «Научно-исследовательский институт автомобильного транспорта».
Подготовка научных кадров института производится в своей аспирантуре.
В институте в разное время работали учёные: Я. М. Гольберг, член-корреспондентом Академии наук СССР Д. П. Великанов, доктора наук Д. А. Рубец и Л. А. Бронштейн, В. М. Беляев, Н. О. Блудян, Н. В. Брусянцев, Б. Л. Геронимус, Г. Н. Дегтерев, В. В. Ефремов, В. Н. Иванов, Б. С. Клейнер, Е. С. Кузнецов, В. В. Лукьянов, А. И. Федоренко, М. С. Фишельсон, М. В. Хрущёв и др.
В настоящее время в институте работает 120 научных работников, включая из них 5 докторов и 19 кандидатов наук.
Институтом были разработаны документы: Транспортная стратегия Российской Федерации на период до 2020 года, Стратегия развития транспорта Российской Федерации на период до 2010 года, Транспортная стратегия Российской Федерации на период до 2030 года, Федеральная целевая программа «Модернизация транспортной системы России», нормативные акты — Правила перевозок пассажиров и багажа автомобильным транспортом в международном сообщении, ГОСТ Р 51709-2001 «Автотранспортные средства. Требования безопасности к техническому состоянию и методы проверки» и последующие изменения к нему; ГОСТ Р «Охрана природы. Экологические требования к автомобилям с бензиновыми двигателями»; ГОСТ Р «Жидкости тормозные автомобильные. Технические условия»; Правила сертификации услуг по перевозке пассажиров автомобильным транспортом; Правила сертификации услуг по техническому обслуживанию и ремонту автомототpанспортных средств; Система добровольной сертификации на автомобильном транспорте и др.

## Структура
В составе института:

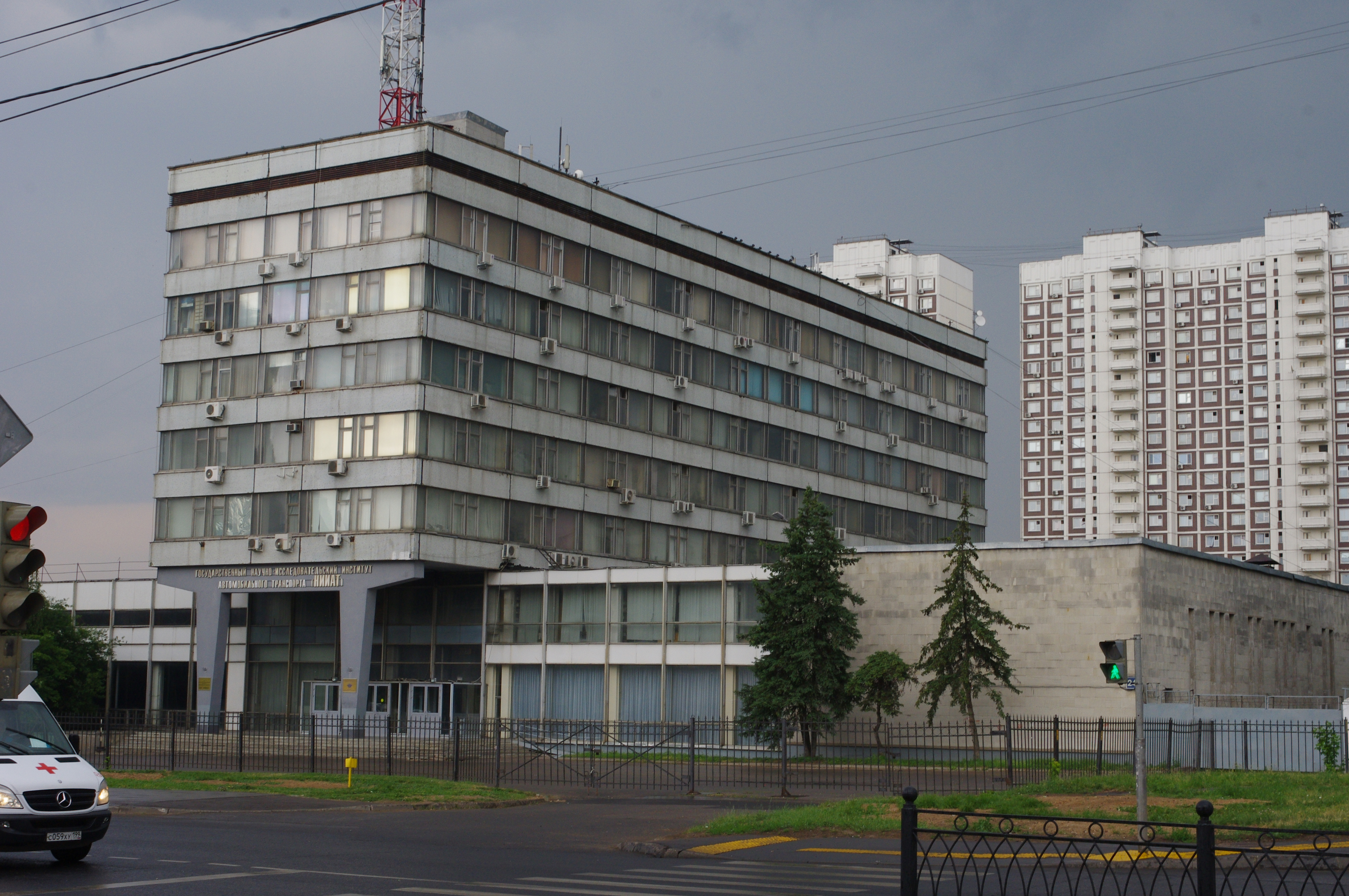
Здание института на улице Героев Панфиловцев, 24

- Научно-исследовательский отдел «Экономики транспорта»
- Научно-исследовательский отдел «Безопасность движения на автомобильном транспорте»
- Научно-исследовательский отдел «Экологическая безопасность и устойчивое развитие транспорта»
- Научно-исследовательский сектор «Транспортное планирование и моделирование»
- Научно-исследовательский отдел «Управление перевозками грузов автомобильным транспортом»
- Научно-исследовательский отдел «Применение топливно-смазочных и эксплуатационных материалов в транспортном комплексе»
- Научно-исследовательский отдел «Нормативно-техническое и экспертное обеспечение на транспорте»
- Научно-исследовательский отдел «Проблемы подготовки водителей автотранспортных средств»
- Научно-исследовательский отдел «Конструктивная и эксплуатационная безопасность автотранспортных средств»
- Академия профессионального образования

## Руководство
Генеральный директор – Машков Валерий Викторович